# 兹韦尼霍罗德卡 (沃兹涅先斯克区)
兹韦尼霍罗德卡（烏克蘭語：Звенигородка），是烏克蘭南部尼古拉耶夫州沃茲涅先斯克區韦塞利诺韦市镇的村落。始建於1945年，面積0.59平方公里，海拔高度24米，2001年人口188，人口密度每平方公里318.6人。